# Jean de Castro
Jean de Castro né vers 1540, probablement à Liège, mort après 1600, probablement à Cologne, est un compositeur de l'école franco-flamande et maître de chapelle belge.

## Biographie

### Liège
Encore qu’on n’en ait aucune preuve formelle, il est très probable que Castro soit né à Liège. De son éducation musicale, rien n’est connu ; sans doute a-t-il été formé dans une des maîtrises locales.

### Anvers, jusqu’en 1576
Dans les années 1560, Castro se déplace à Anvers, ville très opulente, siège d’un commerce international et maritime très développé, et où nombre de comptoirs marchands ont été établis par les « nations » étrangères. La vie artistique y est très développée, soutenue par des notables belges ou étrangers, et plusieurs imprimeurs de musique y travaillent, ce qui est pour un compositeur la garantie d’une diffusion facile de ses œuvres.
C’est là qu’en 1569 paraît le premier volume de musique à son nom, Il primo libro de madrigali, canzoni e motetti a tre voci, offert à Giovanni Giacomo Fiesco, un notable appartenant à la nation génoise d’Anvers, banquier et financier occasionnel de l’empereur Philippe II (roi d'Espagne), et l’un des marchands génois les mieux établis. Cette première dédicace montre que Castro avait su s’attirer l’attention et les faveurs de notables fortunés, ce qu’il ne cessera de faire tout au long de sa carrière.
C'est à cette époque que Castro rencontre Justinien Pense, fils d'un marchand lyonnais établi à Anvers. Il lui offre un beau manuscrit de ses œuvres copié par le copiste Jean Pollet, rédigé vers 1571. Il lui dédie également un livre de chansons à trois parties imprimé en 1575.
Pendant son séjour anversois, et sans disposer d’aucune charge officielle, Castro publie sept autres volumes de chansons françaises, de madrigaux ou de motets, la plupart chez la firme Phalèse (mais avec une exception en 1575 à Paris, chez Adrian Le Roy et Robert Ballard, ce qui montre qu’il a déjà reconnu hors des Anciens Pays-Bas), et offerts à des notables liégeois ou anversois avec des dédicaces signées d’Anvers.
En 1576, il sacrifie à la mouvance ronsardienne, avec ses Chansons, odes et sonetz de Pierre Ronsard, mises en musique à quatre à cinq et huit parties. Il suivait en cela de nombreux autres compositeurs séduits par les vers du poète français (Anthoine de Bertrand, Orlande de Lassus, Guillaume Boni, Pierre Cléreau, etc.). Parmi les 21 pièces de Ronsard qu’il y met en musique figure le fameux Bonjour mon cœur, pour lequel il reprend le thème traité auparavant par Lassus, en 1565. Le volume est dédié à François Le Fort, un marchand français établi à Anvers, consul de cette ville et maître de la Guilde des barbiers, dont Castro loue son intérêt pour la musique.

### Errance en Allemagne et en France: 1576-1585
On ne trouve plus trace de Castro à Anvers après 1576. C’est peut-être le Sac d'Anvers (4-7 novembre 1576) qui le décide à partir pour se protéger, pour échapper au massacre perpétré par les soldats espagnols. Les Pays-Bas espagnols, déchirés par le conflit entre Catholiques et Protestants et opprimés par la couronne d’Espagne, étaient alors un terre peu sûre. Il s’en explique dans une dédicace de 1580 :
Le malheur du tems nous a amené de telles & si facheux troubles en nostre Païs bas ... plusieurs gens de bien se sont retirez en païs estranges, pour être en seureté... du nombre desquels m'estant trouvé.
De 1577 à 1586 on trouve des traces éparses de son passage en Allemagne d’abord (probablement dans les cours du Palatinat, de Düsseldorf, de Cologne, où il aurait pu nouer des contacts...), puis à Lyon et à Paris. À Lyon il retrouve d’abord Justinien Pense, déjà fréquenté à Anvers, mais la banqueroute qui menace la maison Pense l’incite à trouver un autre protecteur, en la personne du consul François de La Porte, un proche des Pense, à qui il dédie son livre de 1580.
Les années qui suivent sont mal documentées. Les deux livres qui paraissent en 1582 chez Phalèse et Bellère à Anvers ne contiennent ni dédicace ni aucune pièce nouvelle ; il s’agit probablement d’éditions piratées, alors qu’il était encore à l’étranger.

### Retour à Anvers: 1586-1588
En 1585, Castro assiste à Düsseldorf aux noces du duc Johann Wilhelm de Jülich avec Jakoba von Baden, pour qui il compose un hyménée (ou épithalame) qui sera publié à Anvers en 1586 dans son Livre de chansons à cinq parties. L’ouvrage, dédié audit duc le 27 juin 1586, révèle son retour à Anvers, pacifiée depuis 1585 par les Espagnols sous le commandement d’Alexandre Farnèse (1545-1592). Il révèle également la protection du duc de Jülich, qui deux ans plus tard en 1588, le fait maître de chapelle de sa cour à Düsseldorf.
Le même volume contient trois autres hyménées, composés pour le mariage du marchand anversois David Scolier, du notable de Cologne Paul Stor, et du juriste bruxellois Louis Verreyken. Ces trois pièces montrent bien qu’il évoluait facilement parmi les notables de la région, sans doute recommandé par les uns pour aller composer ou chanter pour les autres.

### Düsseldorf: 1588-1591
Ce poste de maître de chapelle du duc est le premier et dernier emploi identifié de Jean de Castro et il lui permet de s’affranchir du mécénat privé. Il succède là à Martin Peudargent (en), devenu aveugle, peut-être déjà mort, qui avait été au service du duc durant une trentaine d’années. Castro publie cinq volumes durant son séjour à Düsseldorf mais, curieusement, tous sont dédiés à des notables de Cologne. Peut-être faut-il voir là la conséquence des maladies qui ont saisi le duc et des troubles qui ont déstabilisé sa cour, incitant le compositeur à se préparer des appuis à Cologne ?
La ville de Cologne était attrayante à ses yeux. Riche de sa vie musicale et intellectuelle, elle profitait du déclin économique d’Anvers consécutif au siège de la ville par les troupes d’Alexandre Farnèse en 1585. Plusieurs marchands, artisans et artistes s’étaient déplacés d’Anvers à Cologne, parmi eux Jean Polit, une relation de Castro datant de son premier séjour à Anvers.
Là encore, les dédicaces des volumes qu’il publie à cette époque reflètent le milieu dans lequel il évolue. Les Novae cantiones sacrae, quae vulgo motetta vocantur de 1588 sont offertes à Ernest de Bavière (1554-1612), prince-évêque de Liège depuis 1581 et archevêque de Cologne depuis 1583, amateur de peinture et de musique, et élève, en cette matière, d’Orlande de Lassus. Peut-être cette dédicace était-elle une invitation à l’engager, mais celle-ci ne fut pas couronnée de succès. En 1588 toujours, Castro dédicace un volume de madrigaux à Cesare Homodei, marchand d’origine milanaise établi à Anvers et, dès 1585, à Cologne. Celui-ci avait été, en 1583, dédicataire d’un recueil de madrigaux édité par André Pevernage et imprimé par Christophe Plantin, intitulé Harmonia celeste. De même, en 1588, d’un ouvrage de Jean Polit relatif à l’histoire de Liège. Enfin, les Rose fresche, madrigali novi... a tre voci parus à Venise en 1591 sont offerts à Herman von Wedich, consul de Cologne dont les affaires commerciales étaient liées à Venise. 

### Cologne: de 1591 à sa mort
Finalement, apparemment déçu par les possibilités offertes par Düsseldorf, Castro s’établit à Cologne. On peut supposer que c'est son ami Jean Polit, humaniste anversois connu depuis Anvers, qui lui ouvre les portes de la cour d’Ernest de Bavière, lui-même ayant déjà travaillé sous la protection de cet ecclésiastique.
Castro ne dispose plus là d’un poste stable. Les volumes qu’il dédie en 1593 à Ernest de Bavière, en 1596 à son coadjuteur (et futur successeur) Ferdinand de Bavière (1550-1608) et en 1599 encore à son conseiller Charles Billehé paraissent autant de tentatives infructueuses pour entrer dans sa chapelle, et force est pour lui de revenir au fonctionnement qui a été longtemps le sien, celui du mécénat privé.
C’est durant son séjour à Cologne que Castro a le plus publié : une grande quinzaine de volumes paraissent chez la firme anversoise Phalèse-Bellère ou à Cologne chez Gerhard Grevenbruch. Pour se faire publier à Anvers, il a pour intermédiaire l’imprimeur Jan Moretus, successeur de Plantin. À Cologne, il s’adresse à Gerhard Grevenbruch, à qui l’on doit le renouveau de l’édition musicale à Cologne à partir de 1583, et chez qui Castro est le compositeur le plus publié.
Pour ce qui est de ses mécènes privés, Castro s’adresse à trois reprises aux enfants du marchand anversois Gillis Hooftman, par l’intermédiaire de ses enfants Marguerite, Béatrice et Corneille (1592, 1592 et 1595), de qui il a probablement été le maître de musique. Leur père Gillis était un marchand et armateur d’envergure internationale, longtemps membre du conseil de la ville d’Anvers.
Pour le reste, ses protecteurs sont les frères Herman et Jean de Bourgogne, le marchand anversois Johannes Parmentier (établi à Cologne et Venise), les frères Arnoult, Jean et Barthélemy Pels, marchands anversois également établis à Cologne, Theodor von Wedich, chanoine de Saint-Gereon de Cologne et frère de Herman von Wedich, déjà dédicataire en 1591, enfin Marc’Antonio Gani. Sa production se partage entre des pièces profanes, essentiellement offertes aux notables (dont beaucoup sont d’origine anversoise, micro-société dans laquelle Castro a su se faire valoir avec efficacité), et des pièces sacrées, généralement offertes à l’entourage de la cour d’Ernest de Bavière.
La date du décès de Castro n’est pas connue avec certitude. Sa dernière dédicace est signée du 10 juillet 1599 et comme les volumes suivants (dès 1600) sont tous des rééditions sans dédicaces, on peut supposer qu’il est mort fin 1599 ou en 1600.

## Carrière et réception

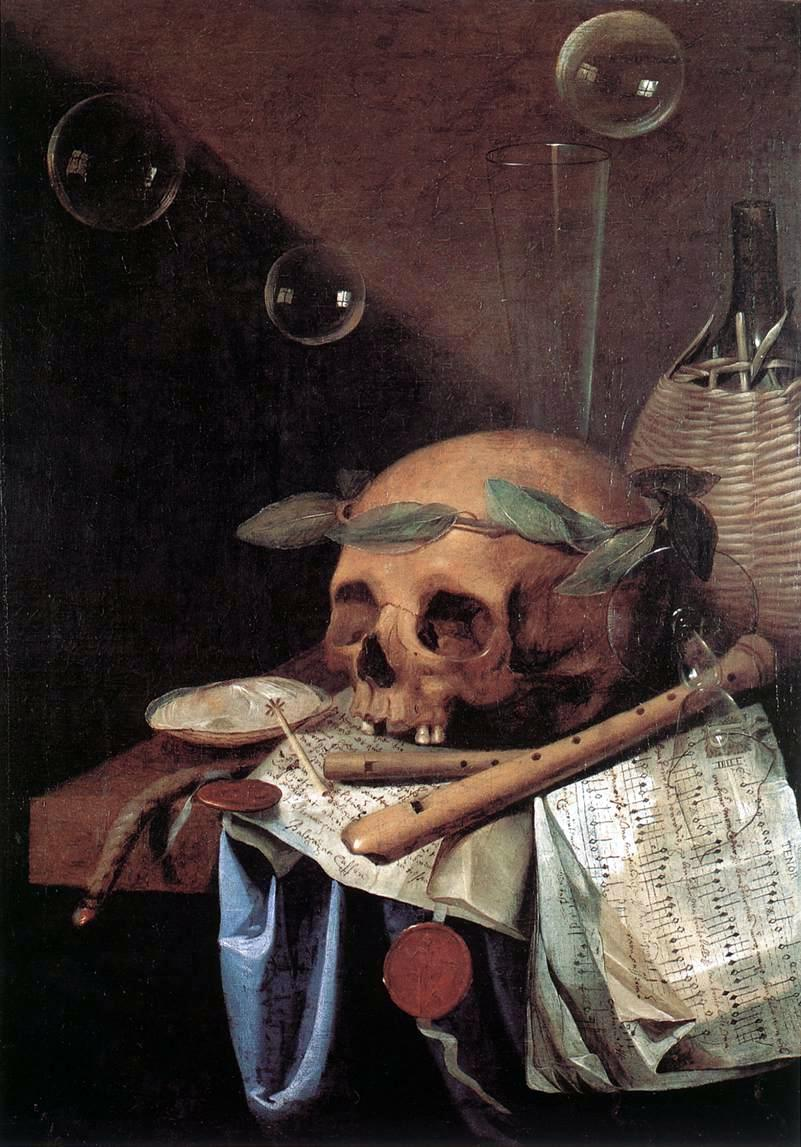
Une vanité de Simon Renard de Saint-André montrant la chanson Bon jour mon cœur de Castro. Milieu du XVIIe siècle (Lyon MBA).

Plusieurs éléments montrent que Castro fut très connu et apprécié de son temps. C’est, après Orlande de Lassus, le compositeur du nord de l’Europe qui a été le plus imprimé. Après sa mort, on trouve ses œuvres dans encore 16 monographies ou recueils, jusqu’en 1617 à Paris chez Pierre I Ballard ou en 1634 à Anvers chez les héritiers de Pierre Phalèse. Les journaux des ventes de la maison Plantin à Anvers révèlent qu’il est le premier en chiffre de vente avec 233 exemplaires, bien avant Lassus (160 exemplaires). Les libraires qui se fournissaient chez Plantin couvraient un territoire très large, avec bien sûr les Anciens Pays-Bas, l’est de l’Allemagne, le nord et l’est de la France et la façade atlantique de l’Europe, la porte de l’Espagne. Sa Fleur des chansons publiée en 1574 a aussi servi de source à deux anthologies de contrafacta spirituels protestants préparés par Simon Goulart à Genève, en 1577.
Cette popularité, qu’il partage avec Lassus, est même passée dans la peinture, puisqu’on connaît une vanité peinte par Simon Renard de Saint-André (1613-1677) qui, alors que beaucoup d’autres présentent des pièces de Lassus, présente cette fois la chanson Bon jour mon cœur de Castro (partie de ténor.
Sa proximité avec le milieu des édiles et des marchands, conséquence des contacts d’abord noués à Anvers et fruit, probablement, d’un constant effort de sociabilité, lui a permis de gérer une carrière longue et riche en publications, couronnée de succès malgré l’absence d’un poste fixe (en principe rassurant et rémunérateur) (exception faite de l’épisode de Düsseldorf).

## Style
La manière de Castro se distingue notamment par son goût pour l’écriture à trois voix (voire deux seulement, en 1593), qu’il exerce indifféremment dans les genres de la chanson, du madrigal, du motet comme de la messe), et cette particularité lui donne, dans le dernier tiers du siècle, une position unique . 
Par ailleurs, ses chansons à trois voix et ses madrigaux révèlent qu’il a souvent copié des modèles préexistants (pour les chansons il emprunte ses thèmes à Lassus tandis que, pour les motets, il emprunte à Clemens non Papa ou Cyprien de Rore, tous musiciens de la génération précédente. Pour les madrigaux, il s’inspire des pièces de Rore ou de Luca Marenzio, notamment.
La musique de Castro reflète les tendances poétique de son époque, avec ses pièces composées sur les vers de Ronsard ou avec un style mesuré à l’antique, comme dans les musiques occasionnelles faites pour les notables d’Anvers ou de Cologne. Il suit également les tendances compositionnelles de la fin du XVIe siècle, avec la transition graduelle entre le contrepoint imitatif couramment utilisé dans le motet ou la chanson, et le style homophonique qui met en valeur la déclamation textuelle et un style plus homophonique (plus proche de “l’air”, donc). Il a le souci de rendre l’expression du texte en usant de madrigalismes, en proposant des mélodies assez vivantes et des harmonies portant des altérations variées et des fausses relations.

## Œuvres
Ses Opera omnia sont éditées depuis 1993 chez Leuven University sous la direction d’Ignace Bossuyt, avec Stratton Bull, Bart Demuyt, Katrien Derde, Saskia Willaert, Marijke Van Campenhout et Wouter De Wyngaert (voir ici.

### Œuvres sacrées

#### Messes
- Missae tres trium vocum... Cologne : Gerhard Grevenbruch, 1599. RISM C 1496.

Dédicace à Charles Billehé, conseiller d'Ernst de Bavière. Édition moderne dans les Opera omnia, vol. 9.

#### Motets à 2 et 3 voix

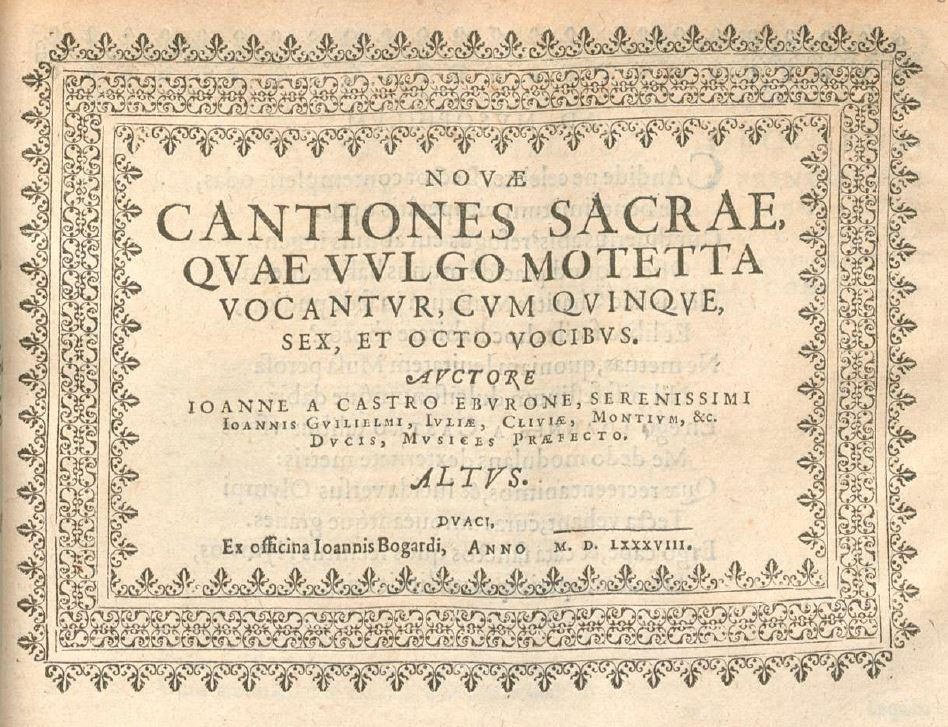
Page de titre des Novae Cantionae sacrae de Jean de Castro, Anvers, 1588 (München BSB).

- Triciniorum sacrorum liber unus [25 pièces à 3 voix]. Louvain : Pierre Phalèse et Jean Bellère, 1574. RISM C 1471.

Dédicace à Charles de Melun, seigneur d'Epinoy et Antoing. Édition moderne dans les Opera omnia, vol. 2, 1993.
- Triciniorum sacrorum... liber unus [26 pièces à 3 voix]. Anvers : Pierre Phalèse et Jean Bellère, 1592. RISM C 1484.

Dédicace à Johannes Parmenier, marchan anversois établi à Cologne et Venise.
- Cantiones aliquot sacrae trium vocum [6 pièces à 3 voix]. Cologne : Gerhard Grevenbruch, 1593. RISM C 1488.

Dédicace à Ernest de Bavière, archevêque de Cologne et prince évêque de Liège. Édition moderne dans les Opera omnia, vol. 7.
- Bicinia seu duarum vocum cantiones aliquot sacrae, continentes hymnos, prosas et laudes ab ecclesia decantari solitas [12 pièces à 2 voix]. Cologne : Gerhardt Grevenbruch, 1593. RISM C 1489.

Dédicace à Theodor von Wedich, chanoine de Saint-Gereon de Cologne, frère de Herman von Wedich. Édition moderne dans les Opera omnia, vol. 2, 1993.
- Trium vocum cantiones aliquot sacrae [3 voix]. Cologne : Gerhard Grevenbruch, 1596. RISM C 1493. Édition de 1596 numérisée sur Gallica. Réédition en 1598 (RISM C 1494).

Dédicace à Ferdinand de Bavière, coadjuteur de l'archevêque de Cologne. Édition moderne dans les Opera omnia, vol. 8.
- Il y a encore 6 motets à 3 voix dans les Selectissimarum sacrarum cantionum... flores, trium vocum (Louvain : Pierre Phalèse, 1569, RISM 15694) et un dans les Selectissimarum sacrarum cantionum... flores, trium vocum (idem, 1569, RISM 15696.

#### Motets à 5 voix et plus
- Sacrarum cantionum liber unus quinque et octo vocum [20 pièces]. Louvain : Pierre Phalèse et Jean Bellère, 1571. RISM C 1470. Numérisé par München Digital.

Dédicace à Philippe de Sainte-Aldegonde, conseiller de Philippe II. Édition moderne par Harald Kümmerling dans Denkmäler rheinischer Musik, 17 (Düsseldorf  : Schwann, 1974).
- Novae cantiones sacrae, quae vulgo motetta vocantur cum quinque, sex et octo vocibus... [27 pièces]. Douai : Jean Bogard, 1588. RISM C 1478. Numérisé par München Digital.

Dédicace à Ernest de Bavière, archevêque de Cologne et prince évêque de Liège. Édition moderne par Harald Kümmerling dans Denkmäler rheinischer Musik, 18 (Frankfurt : Schwann, 1975).
- Cantiones sacrae, quae motetas vulgo nominant [19 pièces à 5 voix]. Francfort/Main : Johann Wechel, 1591.

Dédicace aux consuls de Cologne. Édition moderne par Harald Kümmerling dans Denkmäler rheinischer Musik, 16 (Düsseldorf : Schwann, 1974)
- Deux motets sont encore publiés : dans le Theatrum musicum Orlandi de Lassus aliorumque praestantissimorum musicorum selectissimas cantiones sacras... Liber primus ([Genève : Jean Le Royer], 1580, RISM 15803) et dans la grande anthologie des Promptuarii musici de Johann Donfrid (Strasbourg : P. Ledertz, 1623, RISM 16232). Quelques autres figurent dans des manuscrits (Munich BSB, Londres RCM, Wroclaw BU).

#### Musique profane française ou diverse

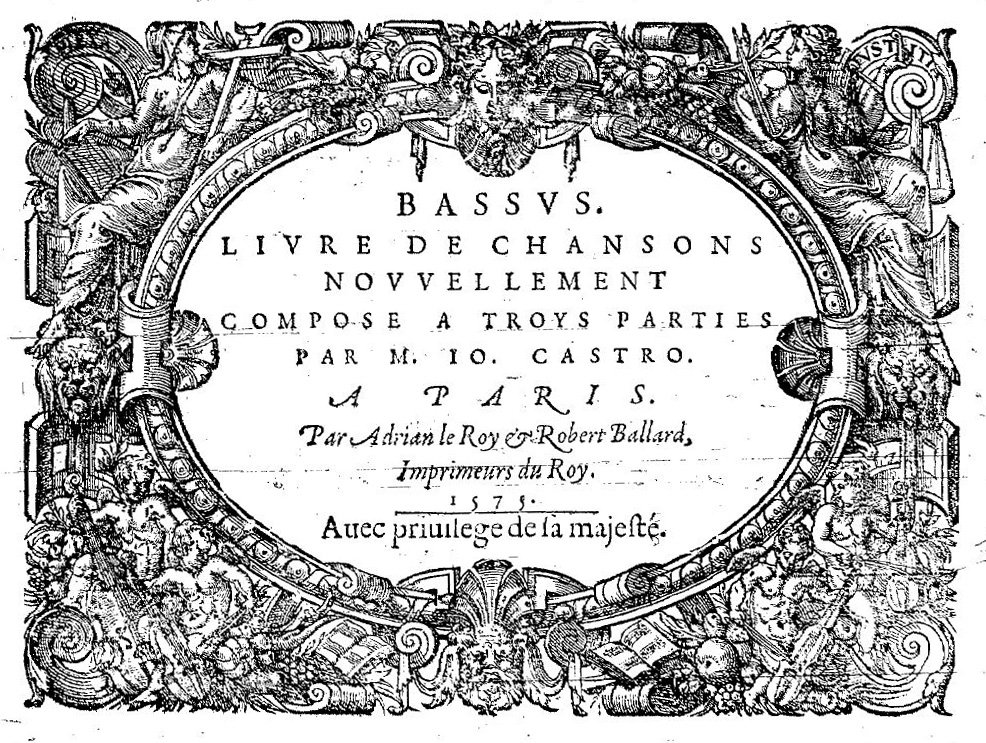
Page de titre des Chansons à trois parties de Jean de Castro, Paris, 1575 (Paris BNF).

- Chansons et madrigales à quatre parties. Louvain : Pierre Phalèse, 1570. RISM C 1469.

Dédicace à Gerard de Groesbeck, prince évêque de Liège.
- Chansons... composées et mises en musique par M. Jean de Castro... escript en Anvers par Jean Pollet lillois... anno 1571 (4 ou 5 voix). Paris BNF : ms. fr. 25536 (superius) et N.A.F. 1818 (bassus). Le superius est numérisé sur [gallica.bnf.fr/ark:/12148/btv1b9063641w Gallica].

Dédicace à Justinien Pense, marchand lyonnais établi à Anvers.
- La Fleur des chansons à trois parties, contenant un recueil... de Jean Castro, Severin Cornet, Noë Faignient et autres excellens auteur, mis en ordre convenable, suivant leurs tons. Louvain : Pierre Phalèse et Anvers Jean Bellère, 1574. RISM 15743.

Dédicace à Jacques Alewyn, marchand à Anvers. Recueil dans lequel Castro, avec 40 chansons, est très majoritaire. Numérisé par München Digital.
- Livre de chansons nouvellement composé à trois parties. Paris : Adrian Le Roy et Robert Ballard, 1575. RISM C 1472, Lesure 1955 n° 184. Réédition à Paris : Pierre I Ballard, 1617 : Guillo 2003 n° 1617-E.

Dédicace à Justinien Pense, marchand lyonnais établi à Anvers. Édition moderne dans The Sixteenth century chansons 5 (1989) et dans les Opera omnia, vol. 3.
- Livre de meslanges contenant un recueil de chansons à quatre parties... Louvain : Pierre Phalèse et Anvers, Jean Bellère, 1575. RISM 15754.

Dédicace à Frédéric Perrenot, seigneur de Champagney, gouverneur d'Anvers dans les années 1570. Recueil dans lequel Castro, avec 19 pièces, est le plus représenté.
- Chansons, odes, et sonetz de Pierre Ronsard, mises en musique à quatre, à cinq et huit parties. Louvain : Pierre Phalèse et Anvers : Jean Bellère, 1576. RISM C 1473. Numérisé par München Digital.

Dédicace à François Le Fort, marchand français établi à Anvers. Édition moderne par Jeanice Brooks dans Recent Researches in the Music of the Renaissance 97 (1994).
- Second livre de chansons, madrigaux et motets à trois parties. Paris : Adrian Le Roy et Robert Ballard, 1580. RISM C 1474, Lesure 1955 n° 238. Réédition à Paris : Pierre I Ballard, 1607 : Guillo 2003 n° 1607-C.

Constitue la suite du premier livre de 1569. Dédicace à M. de La Porte, consul de Lyon. Édition moderne dans les Opera omnia, vol. 4 et dans The Sixteenth century chanson 5 (1989).
- Chansons, madrigaux et motets à trois parties... canzoni, madrigali et motetti a tre voci... cantiones, madrigales et motetta trium vocum... Anvers : Pierre Phalèse et Jean Bellère, 1582. RISM C 1476.
- Livre de chansons à cinq parties, convenable tant à la voix, comme à toutes sortes d’instrumens, avec une pastorelle à VII de forme de dialogue. Anvers : Pierre Phalèse et Jean Bellère, 1586. RISM C 1477. Numérisé par München Digital.

Dédicace à Johann Wilhelm, duc de Jülich, Clèves et Berg.
- Recueil des chansons à trois parties, composé et nouvellement augmenté. Anvers : Pierre Phalèse et Jean Bellère, 1592. Réédité en 1609 (Anvers : Pierre Phalèse). RISM C 1591 et 1483.

Dédicace aux frères Jacques et Elie Marissal,marchands anversois établis à Cologne.
- Trois odes contenant chascune d’elles douze parties... le tout mis en musique à 4 parties. Douai : Jean Bogard, 1592. RISM C 1485.

Dédicace aux frères Herman et Jean de Bourgogne, seigneurs de Somerdich et Falaix.
- Chansons, stanses, sonets, et épigrammes à deux parties... livre second. Anvers : Pierre Phalèse et Jean Bellère, 1592. RISM C 1486. Réédié en 1610 (Pierre Phalèse) et en 1634 (Héritiers de Pierre Phalèse) : RISM C 1501 et 1502.

Dédicace à Marguerite et Béatrice, filles du marchand anversois Gillis Hooftman. Pour l'édition de 1610 : rééd. en fac-similé, éd. Liesbet Vereertbrugghen (Bruxelles : KBR, 1986).
- Sonets, avec une chanson, contenant neuf parties l’une suivant l’autre le tout à deux parties... livre premier. Anvers : Pierre Phalèse et Jean Bellère, 1592. RISM C 1487. Réédition en 1610 (Pierre Phalèse) et 1634 (héritiers de Pierre Phalèse) : RISM C 1499 et 1500.

Dédicace à Corneille, fils du marchand anversois Gillis Hooftman. Édition moderne dans les Opera omnia, 1 (1993).
- Sonets du Seigneur Pierre de la Meschiniere, 3 voix. Douai : Jean Bogard, 1593, édition perdue. Persoons n° 16. Réédition en 1600 (Persoons n° 20), en 1604 (Persoons n° 30) et en 1611 (Douai : Jean Bogard, RISM C 1503).
- Quintines, sextines, sonets... le tout à 5 parties... Cologne : Gerhard Grevenbruch, 1594. RISM C 1490.

Dédicace aux frères Arnout, Jean et Barthélemy Pels, marchands anversois établis à Cologne.
- Harmonie joyeuse et délectable, contenant aucunes stanzes et chansons à quatre parties. Anvers : Pierre Phalèse et Jean Bellère, 1595. RISM C 1492.

Dédicace à Corneille, Marguerite et Béatrice, enfants du marchand de Gillis Hooftman.
- Chant musicale sur les nopces du... Prince Don Philippe... et de la... Princesse Gregoria Maximiliana... à 5 parties. Cologne : Gerhard Grevenbruch, 1597. RISM C 1495.
- Troisième livre des chansons à trois. Paris : Pierre I Ballard, 1617. Édition perdue, Guillo 2003 n° 1617-F.

- D’autres pièces figurent dans les recueils RISM 156910 et 11, 15709, 15772 et 3, 160914, 16139 et dans quelques manuscrits (Cambridge Fitzwilliam, London RCM, Oxford Christ Church, Wroclaw BU).

#### Musique profane italienne

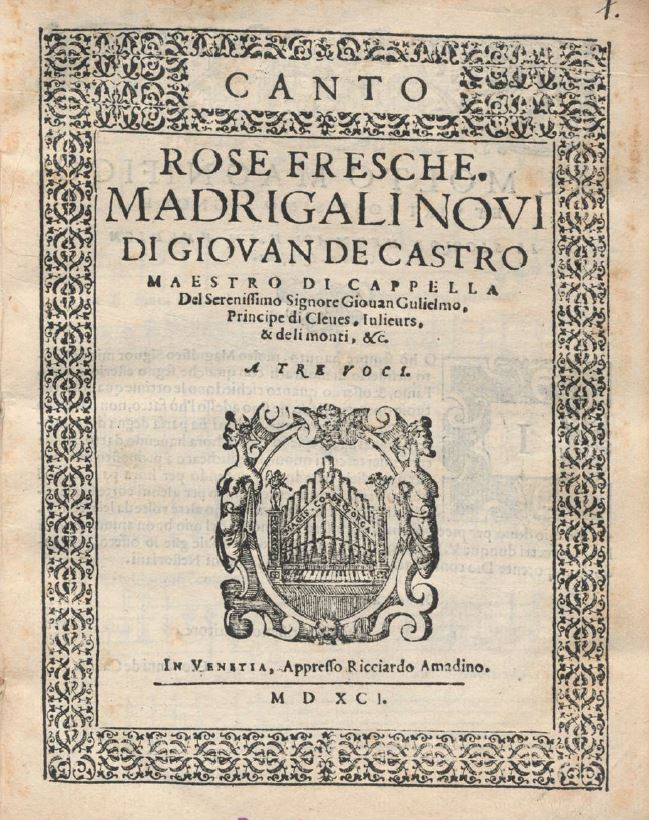
Page de titre des Rose fresche, madrigali... de Jean de Castro,Venise, 1591 (München BSB).

- Il primo libro di madrigali, canzoni & motetti a tre voci. Anvers : veuve Jan de Laet, 1569. RISM C 1468. 33 pièces.

Dédicace à Giovanni Giacomo Fiesco, marchand établi à Anvers. Édition moderne dans les Opera omnia, vol. 1, 1995.
- Madrigali... a tre voci, con 2 canzoni francese a sei voci'. Anvers : Pierre Phalèse et Jean Bellère, 1588, rééd. en 1607 et 1620. RISM C 1479, 1497 et 1498.

Dédicace à Cesare Homodei, marchand milanais établi à Anvers puis à Cologne. Édition moderne dans les Opera omnia, vol. 5.
- Rose fresche. Madrigali novi... a tre voci. Venise : Ricciardo Amadino, 1591. RISM C 1481. Numérisé par München Digital.

Dédicace à Herman von Wedich, consul de Cologne. Édition moderne dans Opera omnia, vol. 6.
- Scielta de più vaghi madrigali (5 voix). Venise : Ricciardo Amadino, 1594. RISM C 1491.

Dédicace à Marc'Antonio Gani.

## Discographie
- Chansons sur des poèmes de Ronsard, Ensemble Clément Janequin, dir. Dominique Visse. 1 CD Harmonia Mundi, 1994, rééd. 2001.
- Musica Sacra in Colonia. Cologne Musica Fiata, La Capella Ducale, Roland Wilson. 1 CD Glissando, 2013. Contient 7 motets (Decantabat populus Israel, Resurrexi et adhuc tecum sum, Afflictus sum, O sacrum convivum, Judica me Domine and Regina Coeli) de Castro.
- Jean de Castro, Polyphony in a European perspective. Capilla Flamenca with More Maiorum, Piffaro, Trigon-Project, Wim Diepenhorst and Bart Demuyt. 1 CD Passacaille 931, 2001.

### Sur sa vie et son contexte
- Katrien Derde et Saskia Willaert, « Jean De Castro in Antwerpen », Musica Antiqua 10 (1993), p. 63-66.
- Katrien Derde et Saskia Willaert, « Status quaestionis van het De Castro-onderzoek », Musica Antiqua 12 (1995), p. 72-78.
- Katrien Derde et Saskia Willaert, « De Castro and the Officina Plantiniana », Lassus and his time : 5th Symposium of the International Musicological Society. August 1994. Tweede jaarboek van de Alamire Foundation, Louvain-Peer.
- Michael Oebel, Beiträge zu einer Monographie über Jean de Castro (ca. 1540–1610). Regensburg : 1928.
- Guido Persoons, « Joannes I Bogardus, Jean II Bogard en Pierre Bogard als muziekdrukkers te Douai van 1574 tot 1633 en hun betrekkingen met de Officina Plantiniana », De Gulden passer 66-68 (1988–1989), p. 613–663.

### Sur le répertoire et les œuvres
- Ignace Bossuyt, « Jean de Castro and his three-part chansons modelled on four-and five-part chansons by Orlando di Lasso : a comparison », Orlando di Lasso (Munich : 1994), p. 25–67.
- Ignace Bossuyt, « Jean de Castro : chansons, odes et sonets de Pierre Ronsard (1576) », Revue de Musicologie 74 (1988), p. 173-187.
- Ignace Bossuyt, « Orlando di Lasso as a model for composition as seen in the three-voice motets of Jean de Castro », Orlando di Lasso Studies, ed. P. Bergquist (Cambridge : 1999), p. 158–182.
- Ignace Bossuyt, « Jean de Castro and the motet (2nd half of the 16th century) », Cum Angelis Canere : essays on sacred music and pastoral liturgy in honour of Richard J. Schuler 1920-90, ed. Robert A. Skeris (Saint Paul (MN) : 1990), p. 191-211.
- Ignace Bossuyt, « Jean de Castro and Orlandus Lassus : a comparison of the French chansons », Orlando di Lasso in der Musikgeschichte : Bericht über das Symposion der Bayerischen Akademie der Wissenschaften (München, 4-6 Juli 1994), ed. Berhold Schmid. Munich : 1996.
- Jeanice Brooks, « Jean de Castro, the Pense partbooks and musical culture in sixteenth-century Lyons », Early music history 11 (1992), p. 91–150.
- Jeanice Brooks, « Music by Jean de Castro in the Parisian library of Justinien Pense », Revue belge de musicologie 50 (1996), p. 25–34.
- Frank Dobbins, « Lassus – borrower or lender : the Chansons », Revue belge de musicologie 39-40 (1985–1986), p. 101–157.

Liesbeth Vereertbruggen, Jean de Castro (ca. 1540 - ca. 1616) en zijn bundel : "Livre de chansons à cinq parties, avec une Pastorelle à VII" (Antwerpen, 1586). Thèse non publiée, Université de Louvain, 1981, 2 vol.
Arthur de Vis, Chansons, odes et sonetz de Pierre Ronsard, mises en musique à quatre, à cinq et huit parties, par Jean De Castro.... Thèse non publiée, Université de Louvain, 1985.
Mik Vos, Een index van Johannes De Castro's cantiones sacrae en zijn bundel : "Novae cantiones sacrae, quae vulgo motetta vocantur, cum quinque, sex et octo vocibus" (Douai, 1588). Thèse non publiée, Université de Louvain, 1980. 
- Saskia Willaert and Ignace Bossuyt, « Jean de Castro's Il Primo libro di madrigali, canzoni e motetti », Music fragments and manuscripts in the Low Countries [Yearbook of the Alamire Foundation, 2] (Leuven-Peer : 1997), p. 333–351.